# Ust-Sachrai
Ust-Sachrai (russisch Усть-Сахрай) ist ein Dorf (possjolok) in Südrussland. Es gehört zur Republik Adygeja und hat 293 Einwohner (Stand 2019). Im Ort gibt es 6 Straßen.

## Geographie
Das Dorf liegt in der Nähe des Zusammenflusses des Dach und des Sachrai, 43 km südlich von Tulski (dem Verwaltungszentrum des Bezirks) auf der Straße. Dachowskaja ist der nächstgelegene ländliche Ort.